# زمان اردن
|  | یوتی‌سی ۲:۰۰+              | ساعت رسمی مصر                                                                        |
|  | یوتی‌سی ۲:۰۰+ یوتی‌سی ۳:۰۰+ | زمان اروپای شرقی / زمان استاندارد اسرائیل / زمان در فلسطین ساعت تابستانی اروپای شرقی |
|  | یوتی‌سی ۳:۰۰+              | یوتی‌سی ۳:۰۰+ / زمان در ترکیه                                                         |
|  | یوتی‌سی ۳:۳۰+              | ساعت رسمی ایران                                                                      |
|  | یوتی‌سی ۴:۰۰+              | یوتی‌سی ۴:۰۰+                                                                         |

زمان اردن موقعیت زمانی کشور اردن است که با یوتی‌سی ۳:۰۰+ و زمان استاندارد عربستان سعودی (AST) هماهنگی دارد (یوتی‌سی ۲:۰۰+ که با جبران یک ساعت (یوتی‌سی ۳:۰۰+ در ماه های تابستان داده می شود) زمان تابستانی معمولاً از جمعه را از ۲۶ مارس تا ۱ آوریل آغاز می‌شود و در آخرین جمعه ماه اکتبر به پایان می رسد (با تغییراتی که پیش از ۲۰۰۶ صورت گرفت). در زمستان ۲۰۱۲-۲۰۱۳ از یوتی‌سی ۳:۰۰+ استفاده شد، اما در دسامبر ۲۰۱۳ بازسازی شد. پیش از سال ۱۹۸۵ میلادی در اردن یک زمان استاندارد دائمی وجود داشت (یوتی‌سی ۲:۰۰+). تا سال ۲۰۲۲ اردن در زمستان از زمان اروپای شرقی و در تابستان از ساعت تابستانی اروپای شرقی استفاده میکرد. تاریخ تغییر ساعت از استاندارد به ساعت تابستانه براساس قوانین اتحادیه اروپا بود، اما بعضی از سال ها اینطور نبود. در سال ۲۰۲۲ تصمیم اینکه زمان اردن مطابق یوتی‌سی ۳:۰۰+ تصویب شد.